# Egna-Termeno
Egna-Termeno (wł. Stazione di Egna-Termeno, niem. Bahnhof Neumarkt-Tramin) – stacja kolejowa w Neumarkt, w prowincji Bolzano, w regionie Trydent-Górna Adyga, we Włoszech. Znajduje się na linii Verona – Innsbruck. Obsługuje również miejscowość Tramin an der Weinstraße.
Według klasyfikacji RFI ma kategorię srebrną.